# Bruce-érem
A Bruce-érem vagy teljes nevén Catherine Wolfe Bruce-aranyérem egy évente kiosztott asztronómiai díj, amelyet az amerikai csillagászati társaság Astronomical Society of the Pacific ítél oda. A nevét Catherine Wolfe Bruce-ról, egy amerikai patrónáról kapta, aki életében nagyban támogatta az űrkutatást. A díjat először 1898-ban osztották ki, és ez az egyik legrangosabb elismerés a csillagászat területén.

## Eddigi díjazottak
| - 1898, Simon Newcomb - 1899, Arthur Auwers - 1900, David Gill - 1902, Giovanni Schiaparelli - 1904, William Huggins - 1906, Hermann Carl Vogel - 1908, Edward Charles Pickering - 1909, George William Hill - 1911, Henri Poincaré - 1913, Jacobus Kapteyn - 1914, Oskar Backlund - 1915, William Wallace Campbell - 1916, George Ellery Hale - 1917, Edward Emerson Barnard - 1920, Ernest William Brown - 1921, Henri-Alexandre Deslandres - 1922, Frank Watson Dyson - 1923, Benjamin Baillaud - 1924, Arthur Stanley Eddington - 1925, Henry Russell - 1926, Robert Grant Aitken - 1927, Herbert Hall Turner - 1928, Walter Sydney Adams - 1929, Frank Schlesinger - 1930, Max Wolf - 1931, Willem de Sitter - 1932, John Stanley Plaskett - 1933, Carl Charlier - 1934, Alfred Fowler - 1935, Vesto Slipher - 1936, Armin Leuschner - 1937, Ejnar Hertzsprung - 1938, Edwin Hubble - 1939, Harlow Shapley - 1940, Frederick Hanley Seares | - 1941, Joel Stebbins - 1942, Jan H. Oort - 1945, Edward Arthur Milne - 1946, Paul Merrill - 1947, Bernard Lyot - 1948, Otto Struve - 1949, Harold Spencer Jones - 1950, Alfred Harrison Joy - 1951, Marcel Minnaert - 1952, Subrahmanyan Chandrasekhar - 1953, Harold Delos Babcock - 1954, Bertil Lindblad - 1955, Walter Baade - 1956, Albrecht Unsöld - 1957, Ira Sprague Bowen - 1958, William Wilson Morgan - 1959, Bengt Strömgren - 1960, Viktor Hambarcumján - 1961, Rudolph Minkowski - 1962, Grote Reber - 1963, Seth Barnes Nicholson - 1964, Otto Heckmann - 1965, Martin Schwarzschild - 1966, Dirk Brouwer - 1967, Ludwig Biermann - 1968, Willem Jacob Luyten - 1969, Horace Welcome Babcock - 1970, Fred Hoyle - 1971, Jesse Greenstein - 1972, Iosif Samuilovich Shklovsky - 1973, Lyman Spitzer - 1974, Martin Ryle - 1975, Allan Sandage - 1976, Ernst Öpik - 1977, Bart Bok | - 1978, Hendrik Christoffel van de Hulst - 1979, William Alfred Fowler - 1980, George Herbig - 1981, Riccardo Giacconi - 1982, Margaret Burbidge - 1983, Jakov Boriszovics Zeldovics - 1984, Olin Chaddock Wilson - 1985, Thomas George Cowling - 1986, Fred Lawrence Whipple - 1987, Edwin Salpeter - 1988, John Gatenby Bolton - 1989, Adriaan Blaauw - 1990, Charlotte Moore Sitterly - 1991, Donald Osterbrock - 1992, Maarten Schmidt - 1993, Martin Rees - 1994, Wallace Sargent - 1995, James Peebles - 1996, Albert Whitford - 1997, Eugene Parker - 1998, Donald Lynden-Bell - 1999, Geoffrey Burbidge - 2000, Rashid Sunyaev - 2001, Hans Albrecht Bethe - 2002, Bohdan Paczynski - 2003, Vera Rubin - 2004, Chushiro Hayashi - 2005, Robert Kraft - 2006, Frank James Low - 2007, Martin Harwit - 2008, Sidney van den Bergh - 2009, Frank Shu - 2010, Gerry Neugebauer - 2011, Jeremiah P. Ostriker - 2012, Sandra M. Faber - 2013, James E. Gunn - 2014, Kenneth Kellermann - 2015, Douglas N. C. Lin - 2016, Andrew Fabian - 2017, Nick Scoville - 2018, Tim Heckman - 2019, Martha P. Haynes |